# Zápas na Letních olympijských hrách 1972 – muži, řecko-římský do 74 kg
Zápas v řecko-římském stylu ve váhové kategorii do 74 kg na Letních olympijských hrách 1972 v Mnichově probíhal od 6. do 10. září. O medaile se utkalo 20 zápasníků.

## Turnajové výsledky
Byl použit systém eliminace zápornými body. Zápasník, který nasbíral 6 negativních bodů, byl vyřazen z dalších bojů. Když zůstali v turnaji poslední tři, rozhodlo o jejich konečném pořadí speciální finálové kolo. 
Legenda
- DNA — Nenastoupil
- TPP — Celkem trestných bodů
- MPP — Trestných bodů v zápase

Penalizace
- 0 — Lopatkové vítězství, vítězství pro pasivitu, zranění, nebo diskvalifikaci protivníka
- 0.5 — Vítězství pro technickou převahu
- 1 — Vítězství na body
- 2 — Remíza
- 2.5 — Remíza, pasivita
- 3 — Prohra na body
- 3.5 — Prohra pro technickou převahu soupeře
- 4 — Lopatková prohra, prohra z důvodu pasivity, zranění, nebo diskvalifikace

### Kolo 1
| TPP | MPP |                           | Time |                            | MPP | TPP |
| --- | --- | ------------------------- | ---- | -------------------------- | --- | --- |
| 3   | 3   | Vítězslav Mácha (TCH)     |      | Ivan Kolev (BUL)           | 1   | 1   |
| 4   | 4   | Nestor González (ARG)     | 2:20 | Mehmet Türüt (TUR)         | 0   | 0   |
| 2   | 2   | Werner Schröter (FRG)     |      | Stanisław Krzesiński (POL) | 2   | 2   |
| 4   | 4   | Miklós Hegedűs (HUN)      | 8:36 | Džiičiró Date (JPN)        | 0   | 0   |
| 1   | 1   | Jan Karlsson (SWE)        |      | Marcel Vlad (ROU)          | 3   | 3   |
| 3   | 3   | Gary Neist (USA)          |      | Momir Kecman (YUG)         | 1   | 1   |
| 0   | 0   | Petros Galaktopulos (GRE) | 1:56 | Constant Bens (BEL)        | 4   | 4   |
| 1   | 1   | Viktor Igumenov (URS)     |      | Franz Berger (AUT)         | 3   | 3   |
| 3.5 | 3.5 | Robert Blaser (SUI)       |      | Eero Tapio (FIN)           | 0.5 | 0.5 |
| 4   | 4   | Klaus Pohl (GDR)          | 5:07 | Daniel Robin (FRA)         | 0   | 0   |

### Kolo 2
| TPP | MPP |                            | Time |                       | MPP | TPP |
| --- | --- | -------------------------- | ---- | --------------------- | --- | --- |
| 3   | 0   | Vítězslav Mácha (TCH)      | 2:31 | Nestor González (ARG) | 4   | 8   |
| 1.5 | 0.5 | Ivan Kolev (BUL)           |      | Mehmet Türüt (TUR)    | 3.5 | 3.5 |
| 4   | 2   | Werner Schröter (FRG)      |      | Miklós Hegedűs (HUN)  | 2   | 6   |
| 3   | 1   | Stanisław Krzesiński (POL) |      | Džiičiró Date (JPN)   | 3   | 3   |
| 2   | 1   | Jan Karlsson (SWE)         |      | Gary Neist (USA)      | 3   | 6   |
| 6   | 3   | Marcel Vlad (ROU)          |      | Momir Kecman (YUG)    | 1   | 2   |
| 2   | 2   | PPetros Galaktopulos (GRE) |      | Viktor Igumenov (URS) | 2   | 3   |
| 8   | 4   | Constant Bens (BEL)        | 1:26 | Franz Berger (AUT)    | 0   | 3   |
| 7.5 | 4   | Robert Blaser (SUI)        | 0:59 | Klaus Pohl (GDR)      | 0   | 4   |
| 2.5 | 2   | Eero Tapio (FIN)           |      | Daniel Robin (FRA)    | 2   | 2   |

### Kolo 3
| TPP | MPP |                            | Time |                       | MPP | TPP |
| --- | --- | -------------------------- | ---- | --------------------- | --- | --- |
| 3.5 | 0.5 | Vítězslav Mácha (TCH)      |      | Mehmet Türüt (TUR)    | 3.5 | 7   |
| 4.5 | 3   | Ivan Kolev (BUL)           |      | Werner Schröter (FRG) | 1   | 5   |
| 7   | 4   | Stanisław Krzesiński (POL) | 8:47 | Jan Karlsson (SWE)    | 0   | 2   |
| 7   | 4   | Džiičiró Date (JPN)        | 8:31 | Momir Kecman (YUG)    | 0   | 2   |
| 3   | 1   | Petros Galaktopulos (GRE)  |      | Franz Berger (AUT)    | 3   | 6   |
| 5.5 | 3   | Eero Tapio (FIN)           |      | Klaus Pohl (GDR)      | 1   | 5   |
| 2   |     | Daniel Robin (FRA)         |      | Bye                   |     |     |
| 3   |     | Viktor Igumenov (URS)      |      | DNA                   |     |     |

### Kolo 4
| TPP | MPP |                           | Time |                       | MPP | TPP |
| --- | --- | ------------------------- | ---- | --------------------- | --- | --- |
| 5   | 3   | Daniel Robin (FRA)        |      | Vítězslav Mácha (TCH) | 1   | 4.5 |
| 5.5 | 1   | Ivan Kolev (BUL)          |      | Jan Karlsson (SWE)    | 3   | 5   |
| 7.5 | 2.5 | Werner Schröter (FRG)     |      | Momir Kecman (YUG)    | 2.5 | 4.5 |
| 3   | 0   | Petros Galaktopulos (GRE) | 7:23 | Eero Tapio (FIN)      | 4   | 9.5 |
| 5   |     | Klaus Pohl (GDR)          |      | Bye                   |     |     |

### Kolo 5
| TPP | MPP |                           | Time |                       | MPP | TPP |
| --- | --- | ------------------------- | ---- | --------------------- | --- | --- |
| 8   | 3   | Klaus Pohl (GDR)          |      | Vítězslav Mácha (TCH) | 1   | 5.5 |
| 8   | 3   | Daniel Robin (FRA)        |      | Ivan Kolev (BUL)      | 1   | 6.5 |
| 6   | 1   | Jan Karlsson (SWE)        |      | Momir Kecman (YUG)    | 3   | 7.5 |
| 3   |     | Petros Galaktopulos (GRE) |      | Bye                   |     |     |

### Finále
Výsledky z předchozích kol se započítávají do finále (žlutě zvýrazněno).
| TPP | MPP |                           | Time |                       | MPP | TPP |
| --- | --- | ------------------------- | ---- | --------------------- | --- | --- |
| 3   | 3   | Petros Galaktopulos (GRE) |      | Vítězslav Mácha (TCH) | 1   | 1   |

## Finálové pořadí
1. Vítězslav Mácha (TCH)
2. Petros Galaktopulos (GRE)
3. Jan Karlsson (SWE)
4. Ivan Kolev (BUL)
5. Momir Kecman (YUG)
6. Daniel Robin (FRA)
7. Klaus Pohl (GDR)